# Prospero Caterini
Prospero Caterini (ur. 15 października 1795 w Onano, zm. 28 października 1881 w Rzymie), włoski duchowny katolicki, wysoki urzędnik Kurii Rzymskiej, kardynał.
Pochodził z rodziny szlacheckiej. Studiował w Rzymie, przyjął następnie święcenia kapłańskie i podjął pracę w kongregacjach Kurii Rzymskiej. Pełnił m.in. funkcję asesora Kongregacji Inkwizycji. Nosił godność kanonika przy bazylice watykańskiej.
W marcu 1853 Pius IX wyniósł go do godności kardynalskiej, nadając tytuł diakona Santa Maria della Scala; w 1858 papież powierzył Cateriniemu funkcję prefekta ds. ekonomicznych Kongregacji Rozkrzewiania Wiary (Propaganda Fide). Od 1860 był prefektem Kongregacji Soboru Trydenckiego. Kierował komisją kardynalską przygotowującą Sobór watykański I i brał aktywny udział w jego obradach (1869–1870). Po śmierci Giacoma Antonellego w listopadzie 1876 przeszła na niego godność najstarszego stażem kardynała diakona (protodiakona), objął w związku z tym diakonię S. Maria in Via Lata. Był również sekretarzem Świętego Oficjum. Uczestniczył w konklawe po śmierci Piusa IX w 1878, jako kardynał protodiakon ogłaszał wybór nowego papieża - Leona XIII. Miał również koronować Leona XIII, uniemożliwiła to jednak ciężka choroba.
Został pochowany na cmentarzu Campo Verano w Rzymie.